# Ritorno del figliol prodigo (Rembrandt)
Il Ritorno del figliol prodigo è un dipinto a olio su tela (262x206 cm) di Rembrandt, databile al 1668 e conservato nel Museo dell'Ermitage di San Pietroburgo.

## Descrizione e stile
Il quadro si ispira alla parabola del figlio prodigo contenuta nella Bibbia, Nuovo Testamento. La parabola dell'evangelista Luca (15, 11-32), rappresentata in questo quadro, viene anche ricordata come "Parabola del Padre misericordioso".
La scena raffigura la conclusione della vicenda, ovvero il perdono del padre nei confronti del figlio pentito della propria condotta. Il giovane, vestito di stracci logori, è in ginocchio dinnanzi al padre, di cui ha sperperato le sostanze. L'anziano lo accoglie con un gesto amorevole e quasi protettivo. Sulla destra, osserva la scena un personaggio identificato col figlio maggiore, mentre sullo sfondo si distinguono due figure non ben identificate.
La testa del figlio è priva di capelli, come quella di un feto. La simbologia riporta al significato che il perdono del Padre rinnova il figlio fino a renderlo scevro da colpa alcuna come colui che non essendo ancora nato non può averne commesse.
La luce scivola dai personaggi secondari per soffermarsi sulla scena principale e catturare così l'attenzione dell'osservatore, che si trova con gli occhi alla stessa altezza del figlio pentito, come se il pittore volesse suggerire un'identificazione tra finzione e realtà.
Tuttavia, il particolare forse più importante di questo quadro, sono le mani del Padre misericordioso; se le si osservano attentamente possiamo notare che non sono uguali, ma sono una maschile ed una femminile. In questa rappresentazione non sono presenti donne poiché il "Padre misericordioso" che è il Dio che accoglie tutti, specialmente i peccatori redenti, non è solo il "nostro" Padre ma è anche la "nostra" Madre, Lui è il tutto. 
Altro particolare notevole sono gli occhi del Padre, occhi di cieco; il Padre, Dio che ama l'uomo, ha consumato gli occhi nel guardare l'orizzonte in attesa del ritorno del figlio.
Il Dio misericordioso, immaginato da Luca e mirabilmente rappresentato in questo capolavoro di Rembrandt, rappresenta un salto impressionante nella modernità; la loro visione mistica contempla un Dio che perdona chi ha il coraggio di chiedere perdono invitando ad una visione più umana di religione. Al figlio maggiore, infatti, non basta aver "servito" il Padre, se non si rende conto di essere veramente "fratello" del peccatore (lo chiama "questo tuo figlio" nel dialogo col Padre) e se non riesce a cogliere la conversione ed il perdono per quello che è: un'occasione di festa per il ritorno alla vera vita.